# Districtul Wang Hin
Wang Hin (în thailandeză วังหิน) este un district (Amphoe) din provincia Sisaket, Thailanda, cu o populație de 46.888 de locuitori și o suprafață de 237,619 km².

## Componență
Districtul este subdivizat în 8 subdistricte (tambon), care sunt subdivizate în 126 de sate (muban).
| Nr. | Nume         | În thailandeză | Sate | Locuitori |  |
| --- | ------------ | -------------- | ---- | --------- |  |
| 1.  | Bu Sung      | บุสูง            | 22   | 9,676     |  |
| 2.  | That         | ธาตุ            | 16   | 6,614     |  |
| 3.  | Duan Yai     | ดวนใหญ่         | 18   | 7,139     |  |
| 4.  | Bo Kaeo      | บ่อแก้ว          | 19   | 5,388     |  |
| 5.  | Si Samran    | ศรีสำราญ        | 13   | 4,088     |  |
| 6.  | Thung Sawang | ทุ่งสว่าง         | 15   | 4,440     |  |
| 7.  | Wang Hin     | วังหิน           | 11   | 4,399     |  |
| 8.  | Phon Yang    | โพนยาง         | 12   | 5,144     |  |